# Міністерство закордонних справ Боснії і Герцеговини
Міністерство закордонних справ Боснії і Герцеговини (сербохорв. Ministarstvo vanjskih poslova Bosne i Hercegovine / Министарство иностраних послова Босне и Херцеговине) — міністерство, яке опікується зовнішніми відносинами Боснії та Герцеговини.

## Міністри закордонних справ Боснії та Герцеговини (босн.Ministar vanjskih poslova Bosne i Hercegovine)
1. Ядранко Прлич — (1996–2001);
2. Златко Лагумджія — (2001–2003);
3. Младен Іванич — (2003–2007);
4. Свен Алкалай — (2007 — 2012);
5. Златко Лагумджія — (2012–2015);
6. Ігор Црнадак — (2015–2019);
7. Бісера Туркович — (2019—2023);
8. Ельмедин Конакович — (з 2023).